# Bahnhof Puderbach
Der Bahnhof Puderbach war ein Bahnhof an der Bahnstrecke Engers–Au (Holzbachtalbahn) in Puderbach im Landkreis Neuwied in Rheinland-Pfalz.

## Geschichte
Der Bahnhof ging 1884 in Betrieb. 

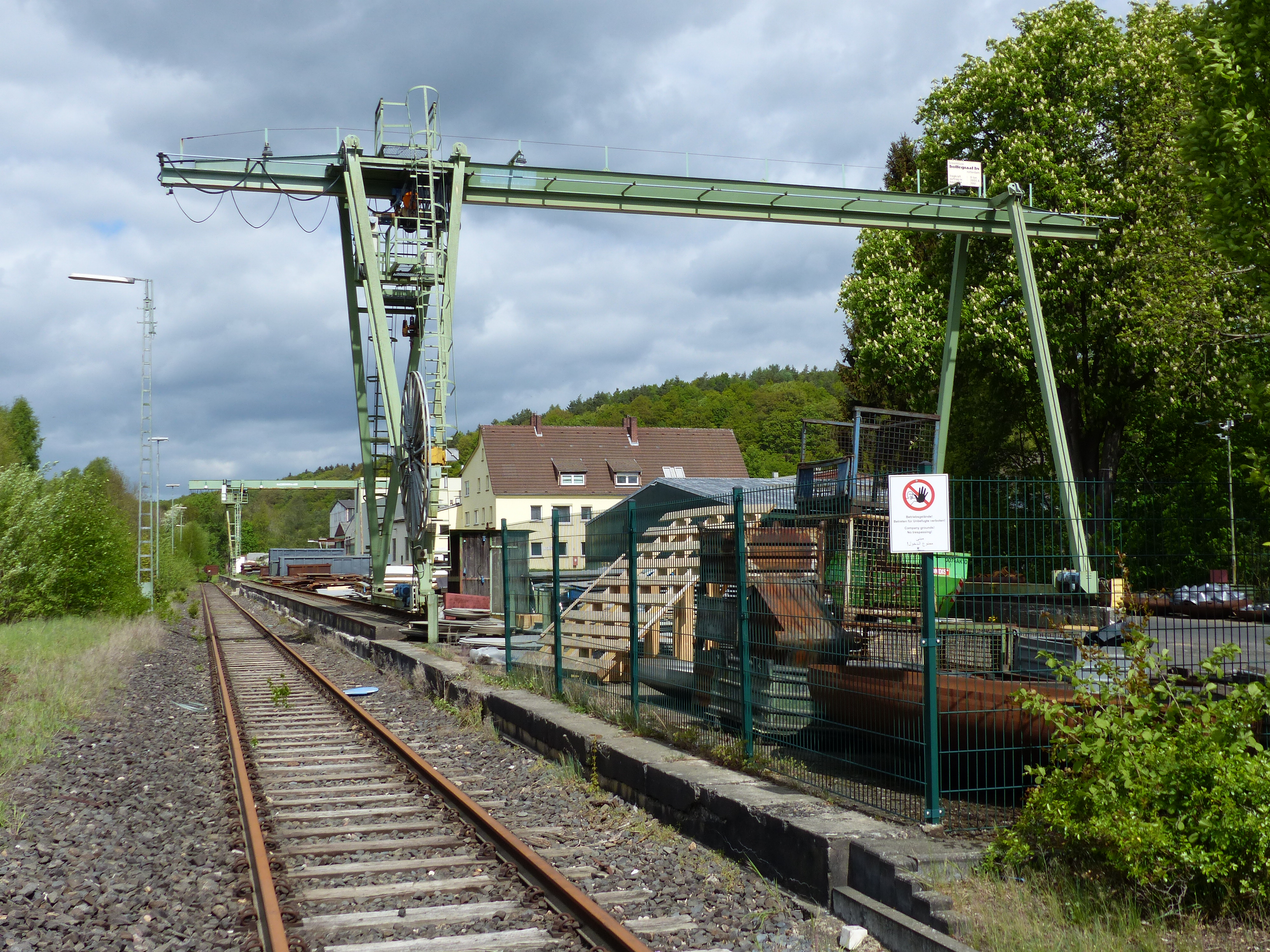
Güterabfertigungsanlage am Bahnhof Puderbach

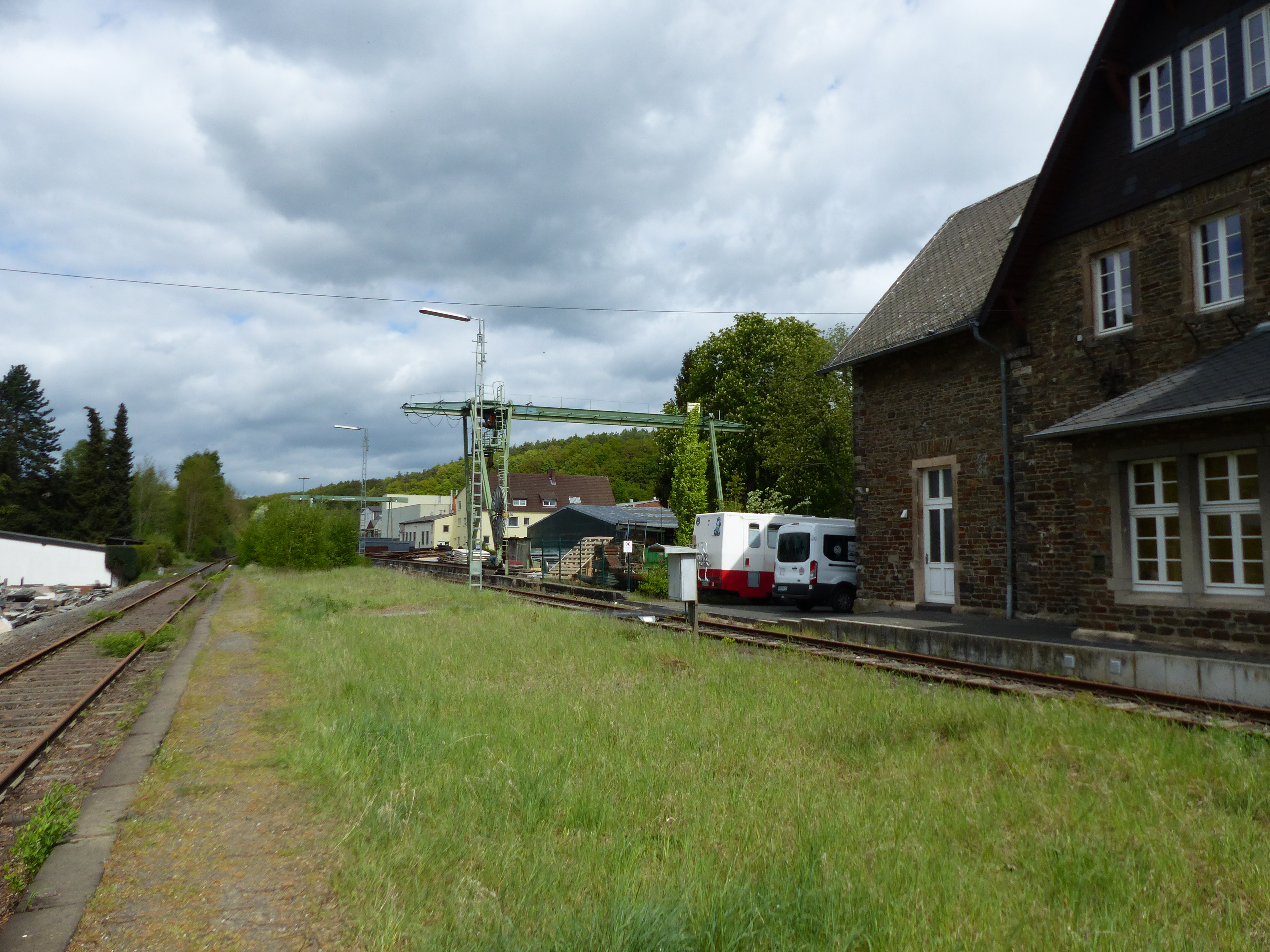
Bahnsteige in Puderbach

Das Bahnhofsgebäude wurde als Typenbau aus Basaltgestein errichtet. An einen giebelständigen dreistöckigen Mittelbau mit Krüppelwalmdach schloss sich im Südwesten ein traufenständiger Güterschuppenanbau aus Fachwerk an, im Nordosten ein traufenständiger zweistöckiger Anbau aus Bruchstein. Gegenüber dem Stationsgebäude wurde ein separates Abtrittgebäude gebaut. Es gab zwei getrennte Warteräume für die 2. sowie für die 3. und 4. Klasse. Im Bahnhofsgebäude befanden sich eine Gaststätte, ein Fahrkartenschalter, Wartezimmer, ein mechanisches Stellwerk sowie Wohn- und Übernachtungsräume für Bahnpersonal.
Eine wichtige Funktion für die Region hatte der Bahnhof Puderbach als Umschlagbahnhof bei der Verladung von Grubenholz und landwirtschaftlichen Produkten, welche auf den umliegenden Feldern, insbesondere bei Reichenstein, geerntet wurden, sowie den Tiertransport. Die Verladerampen von Waren von Zug auf LKW sind gut erhalten geblieben. Arbeiter erreichten über den Bahnhof die nahe Reichensteiner Eisenerzgrube.
Der Bahnhof wurde nach seiner Schließung mehrmals im Sonderzugverkehr angefahren. So führte Vectus im Jahr 2005 eine Sonderfahrt auf der Holzbachtalbahn durch, die IG Westerwaldquerbahn im Jahr 2006.
Das Bahnhofsgebäude ist weiterhin in öffentlicher Nutzung. Dort ist das Jugendkulturzentrum Puderbach angesiedelt, und es finden Veranstaltungen wie öffentliche Lesungen statt.